# أنيت هانسون
أنيت هانسون (بالسويدية: Anette Hansson)‏ هي لاعبة كرة قدم سويدية، ولدت في 2 مايو 1963. شاركت مع منتخب السويد لكرة القدم للسيدات. أما مع النوادي، فقد لعبت مع Jitex BK ‏.

## وصلات خارجية
- أنيت هانسون على موقع الاتحاد الدولي (مؤرشف)  (الإنجليزية)